# Nadleśnictwo Głogów (RDLP w Krośnie)
Nadleśnictwo Głogów – jednostka organizacyjna Lasów Państwowych podległa Regionalnej Dyrekcji Lasów Państwowych w Krośnie. Siedziba Nadleśnictwa znajduje się w Głogowie Małopolskim w powiecie rzeszowskim, w województwie podkarpackim.
Dzieli się na dwa obręby: Bratkowice i Głogów.

## Ochrona przyrody
Na terenie nadleśnictwa znajdują się dwa rezerwaty przyrody:
- Bór
- Zabłocie.

## Drzewostany
Gatunki lasotwórcze lasów nadleśnictwa (z ich udziałem procentowym):
- sosna 80,3%
- olsza 5,66%
- dąb 4,86%
- jodła 3,37%
- buk 2,46%
- brzoza 1,35%
- inne gatunki <1%

Przeciętna zasobność drzewostanów nadleśnictwa wynosi 232 m³/ha, a przeciętny wiek 62 lata.